# Atelopus andinus
Atelopus andinus är en groddjursart som beskrevs av Juan A. Rivero 1968. Atelopus andinus ingår i släktet Atelopus och familjen paddor. IUCN kategoriserar arten globalt som akut hotad. Inga underarter finns listade.